# Johannes Hoffmann (Bildhauer)
Heinrich Bernhard Johannes Hoffmann (* 17. Juli 1844 in Schleswig; † 16. Juni 1920 in Rom oder 20. Juni 1920 in Kopenhagen) war ein dänischer Bildhauer und Diplomat.

## Leben
Hoffmann war der Sohn des Schneidermeisters Andreas Martin Hoffmann und dessen Frau Catharina Wilhelmine (geborene Jansen). Er ging als junger Mann nach Kopenhagen, um an der Akademie der bildenden Künste und ab 1862 unter Anleitung von Herman Wilhelm Bissen in dessen Werkstatt die Bildheuerei zu erlernen und sich als Künstler weiterzubilden. Ab 1863 besuchte er die Königlich Dänische Kunstakademie und gewann 1866 die kleine Goldmedaille für den Odysseus Kampf mit dem Hirsch. 1874 und 1875 erhielt er Reisestipendien der Akademie. Er ging nach Italien, wo Rom zu seinem Lebensmittelpunkt wurde. Er war ein Vertreter des reinen Neoklassizismus und des Realismus.
Von 1895 bis 1903 wurde er in Rom zum dänischen Konsul bestellt.
1865 zeigte er mit seiner Statue des dänischen Reichskanzlers Peder Schumacher Griffenfeld erstmals eine Arbeit in einer Ausstellung der Akademie im Schloss Charlottenborg. Er fertigte Reliefs, Büsten und Statuen. Im öffentlichen Raum befinden sich zwei Statuen von ihm an der Frederikskirche in Kopenhagen, die des Benedikt von Nursia und die des Elija. 1892 stellte er zwei Marmorstatuen aus, die eine zeigte Psyche, die andere ein junges Mädchen.
Am 2. September 1877 heiratete er Anna Louise (geborene Müffelmann, 20. April 1854 in Korsør – 5. Juni 1919 in Rom) eine Adoptivtochter des Chefarztes Emil Frederik Müffelmann und Thora Marie (geborene Eckert).

## Werke
- 1865: Peder Griffenfeld – (Gipsstatue)
- 1866: Odysseus Kampf mit dem Hirsch (kleine Goldmedaille)
- 1872: Vesta (Bronze für Graf Moltke-Huitfeldt)
- 1875: Graf und Gräfin Dannemand (Büsten)
- 1876, 1878 und 1892: Psyche (Marmorstatue)
- 1892: Junges Mädchen, das ein Band in die Haare bindet (mehrfarbiger Marmor)
- 1892: Elijah und Benedikt von Nursia (Statuen an der Frederikskirche in Kopenhagen)
- 1901: Diana (Statuette)

Weitere Büsten fertigte er unter anderem von F. Fabricius, Wolfgang Helbig (1891), Henrik Ibsen (Marmorbüste, Königliches Theater); Generalleutnant Chr. Thomsen (1894).